# زمانمندی
زمانمندی (انگلیسی: temporality)، زمانی، منسوب به زمان است، یعنی موجود در زمان،

## آگاهیو پدیدارشناسی خلقت
هدف هایدگر در کتاب هستی و زمان، بیان زمان به مثابهٔ افق فهم هستی بر اساس زمانمندی به عنوان هستی دازاین است.
زمانمندی یک افق و در اینجا شرط امکان فهم هستی است. مسئلهٔ اصلی نه زمان بلکه زمانمندی دازاین است.
در اصطلاح زمانمندی (Zeitlichkeit); (Temporalität)، هایدگر، این زمان نیست که بر اساس هستی درک می‌شود، بلکه این هستی است که بر اساس زمان درک می‌شود و این دقیقاً عکس رویکرد غالب در فلسفه و مابعدالطبیعه است.

## آفرینش
خَلق (Creation) یکی از مفاهیمی است که جهان بینی اسلامی بر آن استوار است. و در تمام جنبه‌های تفکرات دینی اسلامی نقش برجسته ای را ایفا می‌نماید. من باب مثال، در حکمت الهی (theology) خلق نقطهٔ آغازین همهٔ مباحث است که به صورت تقابل بین (حدوث) «temporality» و (قِدَم) «eternity a parte ante» نمودار می‌شود. عالمْ «محدَث» (originated or "temporally produced) است زیرا محصولِ خلق الهی است. و این مفهوم ذهنی (conception) که عالم (محدَث) است، اساسِ نظام کلی حکمت اسلامی را تشکیل می‌دهد.